# Армитидж, Эдвард
Сэр Эдвард Армитидж (англ. Edward Armitage; 1817—1896) — один из лучших исторических жанровых живописцев Великобритании.

## Биография
Эдвард Армитидж родился 20 мая 1817 года в столице Британской империи городе Лондоне.
Поступив в ученики к признанному французскому мастеру Полю Деларошу, Армитидж усердно помогал ему в оформлении знаменитого «Сонма великих художников» в полуциркуле залы училища изящных искусств города Парижа.

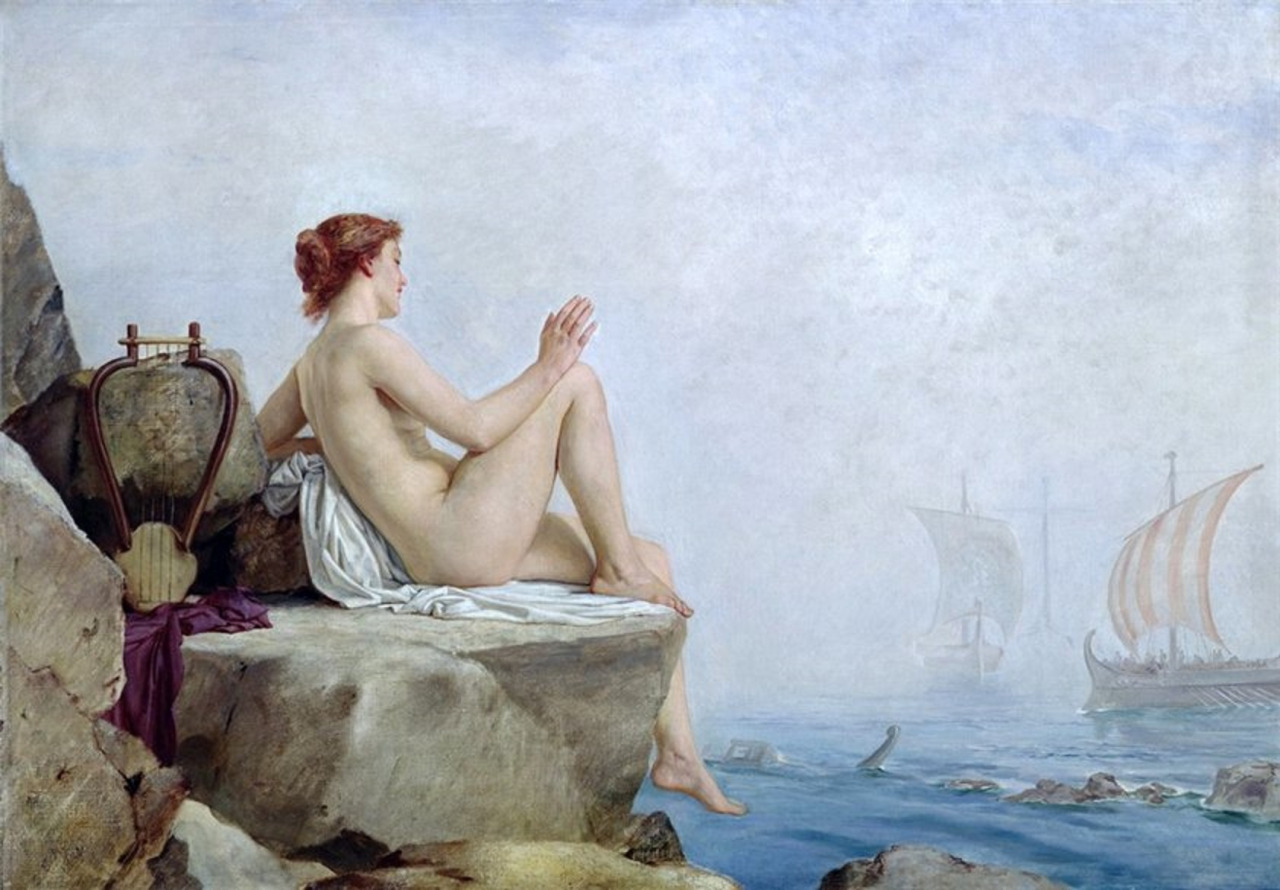
Э. Армитидж: «Сирены».

Вернувшись в родной город, Эдвард Армитаж участвовал в конкурсе на украшение фресками парламента и за свои картины: «Высадка Ю. Цезаря в Британию» (1843) и «Дух религии» (1845), получил премию. Ещё одну премию ему принесла написанная масляными красками картина: «Победа Ч. Непира над синджским эмиром» (1847).
Позднее, на стене одной из зал здания английского парламента изобразил «Олицетворение Темзы» по Попу (1852) и «Смерть Мармиона» по Вальтеру Скотту (1854). В 1855 году, в эпоху Крымской войны Англии с Российской империей, он предпринял поездку в Крым, плодами которой явились его картины: «Английская гвардия под Инкерманом» и «Атака конницы под Балаклавою».
В 1857 году изучал в итальянском городе Ассизи фрески Джотто ди Бондоне и местную природу, в видах предстоявшего исполнения стенной живописи в католической церкви Ислингтона, для которой им написаны сцены из жития Святого Франциска и «Христос с апостолами» — картины, по мнению некоторых искусствоведов отличающиеся благородством композиции и отдельных, прекрасных по рисунку фигур, силою красок и истинною величественностью. Более реалистический характер имеет его живопись в University Hall, в Лондоне, и великолепное по композиции аллегорическое изображение индийского восстания, в Лидской ратуше. Помимо этого из-под кисти мастера вышло немало других выразительных картин, писанных масляными красками.
Эдвард Армитидж скончался 24 мая 1896 года в Ройал-Танбридж-Уэлс в графстве Кент.